# Juiz de Fora (microregio)
Juiz de Fora is een van de 66 microregio's van de Braziliaanse deelstaat Minas Gerais. Zij ligt in de mesoregio Zona da Mata en grenst aan de microregio's Cataguases, Ubá, Barbacena, São João del-Rei, Andrelândia, Barra do Piraí (RJ) en Três Rios (RJ). De microregio heeft een oppervlakte van ca. 8.923 km². In 2007 werd het inwoneraantal geschat op 760.767.
Drieëndertig gemeenten behoren tot deze microregio:
- Aracitaba
- Belmiro Braga
- Bias Fortes
- Bicas
- Chácara
- Chiador
- Coronel Pacheco
- Descoberto
- Ewbank da Câmara
- Goianá
- Guarará
- Juiz de Fora
- Lima Duarte
- Maripá de Minas
- Mar de Espanha
- Matias Barbosa
- Olaria
- Oliveira Fortes
- Paiva
- Pedro Teixeira
- Pequeri
- Piau
- Rio Novo
- Rio Preto
- Rochedo de Minas
- Santa Bárbara do Monte Verde
- Santa Rita de Ibitipoca
- Santa Rita de Jacutinga
- Santana do Deserto
- Santos Dumont
- São João Nepomuceno
- Senador Cortes
- Simão Pereira

Mesoregio's: Campo das Vertentes · Central Mineira · Jequitinhonha · Metropolitana de Belo Horizonte · Noroeste de Minas · Norte de Minas · Oeste de Minas · Sul e Sudoeste de Minas · Triângulo Mineiro e Alto Paranaíba · Vale do Mucuri · Vale do Rio Doce · Zona da Mata

Microregio's: Aimorés · Alfenas · Almenara · Andrelândia · Araçuaí · Araxá · Barbacena · Belo Horizonte · Bocaiuva · Bom Despacho · Campo Belo · Capelinha · Caratinga · Cataguases · Conceição do Mato Dentro · Conselheiro Lafaiete · Curvelo · Diamantina · Divinópolis · Formiga · Frutal · Governador Valadares · Grão Mogol · Guanhães · Ipatinga · Itabira · Itaguara · Itajubá · Ituiutaba · Janaúba · Januária · Juiz de Fora · Lavras · Manhuaçu · Mantena · Montes Claros · Muriaé · Nanuque · Oliveira · Ouro Preto · Pará de Minas · Paracatu · Passos · Patos de Minas · Patrocínio · Peçanha · Pedra Azul · Pirapora · Piumhi · Poços de Caldas · Ponte Nova · Pouso Alegre · Salinas · Santa Rita do Sapucaí · São João del-Rei · São Lourenço · São Sebastião do Paraíso · Sete Lagoas · Teófilo Otoni · Três Marias · Ubá · Uberaba · Uberlândia · Unaí · Varginha · Viçosa